# Lucinda Raikes
Lucinda Raikes (Cambridge, 14 april 1971) is een Britse actrice.

## Biografie
In 1999 verscheen Raikes voor het eerst op televisie, in de serie People Like Us. Jaren later, in 2007 maakte ze haar debuut in de filmwereld, met Special People als Ann. Ook speelde ze al in minstens tien theaterstukken.

## Filmografie

### Films
| Jaar | Titel            | Rol               |
| ---- | ---------------- | ----------------- |
| 2007 | Special People   | Ann               |
| 2009 | In the Loop      | Reporter          |
| 2009 | Bright Star      | Zus van Reynold   |
| 2011 | Gimp             | Angie             |
| 2013 | The Fifth Estate | Christian Assange |
| 2014 | Maleficent       | Een Pixie         |
| 2014 | Crocodile        | Angela            |
| 2015 | Miss You Already | Een leerkracht    |

### Televisie
| Jaar       | Titel                                | Rol                 | Opmerkingen |
| ---------- | ------------------------------------ | ------------------- | ----------- |
| 2018       | Sick of It                           | Verkoopster         |             |
| 2002-heden | The Ark                              | Verpleegster Helen  |             |
| Onbekend   | 30 And Counting                      | Vrijgezel           |             |
| 2012       | Parade's End                         | Hullo Central       |             |
| 2010       | Any Human Heart                      | Miss Warburton      |             |
| 2006-2015  | Casualty                             | Meerdere personages |             |
| 2009       | Blue Murder                          | Alison Aspen        |             |
| 2008       | Messiah                              | Liza                |             |
| Onbekend   | Cinderella                           | Phoebe              |             |
| 2005-2009  | The Thick of It                      | Angela Heaney       |             |
| 2007       | Raging                               | Meerdere personages |             |
| 2009       | Freezing                             | Gloria              |             |
| 2009       | The Old Guys                         | Amber               |             |
| 2005       | Extras                               | Lisa                |             |
| 2005       | Sensitive Skin                       | Irina               |             |
| 2005       | Casanova                             | Marta               |             |
| 2004-2007  | Green Wing                           | Karen Ball          |             |
| 2001       | Tales of Uplift & Moral Improvements | Meerdere personages |             |
| 1999       | People Like Us                       | Fiona               |             |
| 2002       | 15 Storeys High                      | Bezoeker            |             |
| 2001       | Mr Charity                           | Rebecca             |             |
| 2002       | Ed Stone Is Dead                     | Assistent           |             |

- International Standard Name Identifier: 0000 0000 8893 5433
- Library of Congress Control Number: no2010146908
- Virtual International Authority File: 129436827
- WorldCat: E39PBJpVb4TCxcg39Tc3CrBdcP